# Clasificación para la Copa Africana de Naciones de 1968
La clasificación para la Copa Africana de Naciones de 1968 se realizó para conocer que seis selecciones acompañarían a Etiopía, los locales y a Ghana, los campeones defensores. Se realizó por medio de grupos, los que tenían tres miembros mediante sistema todos contra todos y los de cuatro integrantes por eliminación directa

## Grupo A
| Equipo  | Pts | PJ | PG | PE | PP | GF | GC | Dif |
| ------- | --- | -- | -- | -- | -- | -- | -- | --- |
| Senegal | 5   | 4  | 2  | 1  | 1  | 9  | 6  | +3  |
| Guinea  | 5   | 4  | 2  | 1  | 1  | 9  | 6  | +3  |
| Liberia | 2   | 4  | 0  | 2  | 2  | 4  | 10 | -6  |

| Lugar                 | Partido | Partido | Partido | Partido | Partido |
| --------------------- | ------- | ------- | ------- | ------- | ------- |
| Guinea                | Guinea  |         | 3:0     |         | Senegal |
| Senegal               | Senegal |         | 4:1     |         | Liberia |
| Liberia               | Liberia |         | 2:2     |         | Guinea  |
| Senegal               | Senegal |         | 4:1     |         | Guinea  |
| Guinea                | Guinea  |         | 3:0     |         | Liberia |
| Liberia               | Liberia |         | 1:1     |         | Senegal |
| Partido de Desempate: |         |         |         |         |         |
| Senegal               | Senegal |         | 2:1     |         | Guinea  |

## Grupo B
| Equipo     | Pts | PJ | PG | PE | PP | GF | GC | Dif |
| ---------- | --- | -- | -- | -- | -- | -- | -- | --- |
| Argelia    | 8   | 4  | 4  | 0  | 0  | 9  | 2  | +7  |
| Malí       | 4   | 4  | 2  | 0  | 2  | 5  | 4  | +1  |
| Alto Volta | 0   | 4  | 0  | 0  | 4  | 2  | 10 | -8  |

| Lugar      | Partido    | Partido | Partido | Partido | Partido    |
| ---------- | ---------- | ------- | ------- | ------- | ---------- |
| Argelia    | Argelia    |         | 1:0     |         | Malí       |
| Malí       | Malí       |         | 4:0     |         | Alto Volta |
| Alto Volta | Alto Volta |         | 1:2     |         | Argelia    |
| Malí       | Malí       |         | 0:3     |         | Argelia    |
| Alto Volta | Alto Volta |         | 0:1     |         | Malí       |
| Argelia    | Argelia    |         | 3:1     |         | Alto Volta |

## Grupo C
| Equipo          | Pts | PJ | PG | PE | PP | GF | GC | Dif |
| --------------- | --- | -- | -- | -- | -- | -- | -- | --- |
| Costa de Marfil | 7   | 4  | 3  | 1  | 0  | 7  | 0  | +7  |
| Nigeria         | 3   | 4  | 1  | 1  | 2  | 4  | 5  | -1  |
| Togo            | 2   | 4  | 1  | 0  | 2  | 3  | 9  | -6  |

| Lugar           | Partido         | Partido | Partido | Partido | Partido         |
| --------------- | --------------- | ------- | ------- | ------- | --------------- |
| Costa de Marfil | Costa de Marfil |         | 2:0     |         | Nigeria         |
| Nigeria         | Nigeria         |         | 4:2     |         | Togo            |
| Togo            | Togo            |         | 0:2     |         | Costa de Marfil |
| Nigeria         | Nigeria         |         | 0:0     |         | Costa de Marfil |
| Togo            | Togo            |         | 1:0     |         | Nigeria         |
| Costa de Marfil | Costa de Marfil |         | 3:0     |         | Togo            |

## Grupo D
| República Árabe Unida | vs | Libia  | República Árabe Unida | vs | Uganda |
| Kenia                 | vs | Uganda |                       |    |        |

| Lugar                 | Partido               | Partido | Partido | Partido | Partido               |
| --------------------- | --------------------- | ------- | ------- | ------- | --------------------- |
| República Árabe Unida | República Árabe Unida |         | 3:2     |         | Libia                 |
| Libia                 | Libia                 |         | 2:2     |         | República Árabe Unida |
| Kenia                 | Kenia                 |         | 3:3     |         | Uganda                |
| Uganda                | Uganda                |         | 2:1     |         | Kenia                 |
| Uganda                | Uganda                |         | 0:1     |         | República Árabe Unida |
| -                     | República Árabe Unida |         | o/w     |         | Uganda                |

## Grupo E
| Equipo  | Pts | PJ | PG | PE | PP | GF | GC | Dif |
| ------- | --- | -- | -- | -- | -- | -- | -- | --- |
| Congo   | 5   | 3  | 2  | 1  | 0  | 3  | 2  | +1  |
| Túnez   | 3   | 4  | 1  | 1  | 2  | 5  | 3  | +2  |
| Camerún | 2   | 3  | 1  | 0  | 2  | 3  | 6  | -3  |

| Lugar   | Partido | Partido          | Partido | Partido          | Partido |
| ------- | ------- | ---------------- | ------- | ---------------- | ------- |
| Túnez   | Túnez   | Bandera de Túnez | 4:0     |                  | Camerún |
| Túnez   | Túnez   | Bandera de Túnez | 1:1     |                  | Congo   |
| Congo   | Congo   |                  | 2:1     |                  | Camerún |
| Camerún | Camerún |                  | 2:0     | Bandera de Túnez | Túnez   |
| -       | Congo   |                  | w/o     | Bandera de Túnez | Túnez   |
| -       | Camerún |                  | [ 3 ]   |                  | Congo   |

## Grupo F
| Congo Kinshasa | vs | Sudán    | Congo Kinshsa | vs | Tanzania |
| Mauricio       | vs | Tanzania |               |    |          |

| Lugar          | Partido        | Partido | Partido | Partido | Partido        |
| -------------- | -------------- | ------- | ------- | ------- | -------------- |
| Congo Kinshasa | Congo Kinshasa |         | 3:2     |         | Sudán          |
| Sudán          | Sudán          |         | 1:0     |         | Congo Kinshasa |
| Mauricio       | Mauricio       |         | 1:1     |         | Tanzania       |
| Tanzania       | Tanzania       |         | 1:0     |         | Mauricio       |
| -              | Congo Kinshasa |         | w/o     |         | Tanzania       |
| -              | Tanzania       |         | o/w     |         | Congo Kinshasa |

## Clasificados
| Senegal | Argelia | Costa de Marfil | Uganda |
| Senegal | Argelia | Costa de Marfil | Uganda |
| ------- | ------- | --------------- | ------ |

| Congo | Congo Kinshasa | Etiopía | Ghana |
| Congo | Congo Kinshasa | Etiopía | Ghana |
| ----- | -------------- | ------- | ----- |